# Arsène d'Ikaltho
Pour les articles homonymes, voir Arsène et Saint Arsène.
Arsène d'Ikaltho (en géorgien: არსენ იყალთოელი) (vers 1050 - 1127) joua un rôle prépondérant dans la vie religieuse de la Géorgie, sous le règne de David IV le Bâtisseur (1089 - 1125) avec qui il collabora pour l'établissement des académies monastiques de Géorgie. Travailleur infatigable, il compila les principaux ouvrages doctrinaux et polémiques qu'il traduisit du grec en géorgien, donnant une  nouvelle impulsion aux études patristiques et philosophiques. Arsène d'Ikaltho est canonisé par l'Église orthodoxe, fête le 6 février. 

## Éléments biographiques
Selon la tradition, Arsène est né à Ikaltho, dans la province de Kakhétie, à l'est de Tbilissi, la capitale de la Géorgie actuelle. Il étudia à l'académie des Manganes à Constantinople, et fut moine aux Monts Nur près d'Antioche sous la direction d'Ephrem Mtsire.
Vers 1114, en compagnie d'autres moines d'origine géorgienne, Arsène répondit à l'appel de David IV pour remettre sur pied l'Église de Géorgie. Avec Ioané Petritsi, il apporta la tradition philosophique byzantine à l'académie de Ghélati qui venait d'être créée, et participa à fonder un foyer spirituel et intellectuel similaire à Ikaltho.
Finalement, il s'établit au Monastère de Chio-Mgvime.
Arsène joua probablement un rôle clé dans les débats organisés par David IV pour tenter de réconcilier les Églises géorgienne et arménienne en 1123. À la mort du roi David IV, Arsène composa son épitaphe.

## Œuvres
Arsène rassembla la plupart de ses travaux, des traductions en géorgien des principaux écrits doctrinaux et polémiques des pères de l'Église, dans un Dogmatikon, un « livre des enseignements », marqué par la philosophie d'Aristote.
Le plus ancien manuscrit à peu près complet (S-1463) date du XIIe – XIIIe siècle et rassemble les écrits de 16 auteurs, parmi lesquels Anastase le Sinaïte, Jean Damascène, Théodore Abu Qurrah, Michel Psellos, Cyrille d'Alexandrie, Nicétas Stéthatos, Léon le Grand…

## Annexe